# Papyrus 4
- Papyrus
- Onciale
- Minuscules
- Lectionnaire

Le Papyrus 4 ({\displaystyle {\mathfrak {P}}}4) est une copie du Nouveau Testament en grec, réalisée sur un rouleau de papyrus au II ou IIIe siècle.
Le texte retrouvé contient des passages de l'Évangile selon Luc (1, 58-59 ; 1, 62 – 2, 1 ; 2, 6-7 ; 3, 8 – 4, 2 ; 4, 29-32, 34-35 ; 5, 3-8 ; 5, 30 – 6, 16).
Le texte est de type alexandrin. Kurt Aland le classe en Catégorie I.
{\displaystyle {\mathfrak {P}}}4 a été découvert en 1887 en Égypte. Il est actuellement conservé à la Bibliothèque nationale de France (Suppl. Gr. 1120),.
Le manuscrit a été examiné par Jean-Vincent Scheil.